# Crips and Bloods
Crips and Bloods (OT: Made in America) ist ein US-amerikanischer Dokumentarfilm von Stacy Peralta aus dem Jahr 2008. Der Dokumentarfilm handelt von den beiden verfeindeten Gangs Bloods und Crips aus Los Angeles. Als Sprecher wurde der Schauspieler Forest Whitaker gewonnen.

## Handlung
Interviewt wurden folgende Zeitzeugen:
- Bo Taylor: Ehemaliger Crip, der später „Unity One“, ein Gang-Präventionsprogramm, gründete. Mittlerweile verstorben.
- Dkipp, Nikko und Bow Wow: ehemalige Bloods und Crips, die bei Unity One mitmachten.
- Jim Brown: Footballer und Schauspieler, Gründer des Programms „Amer-I-Can“
- Rock Johnson: ehemaliger Crip, Mitglied von Amer-I-Can und Leiter der Jugendabteilung I-Can Youth Foundation
- Vicky D. Lindsey: Gründerin der privaten Hilfsorganisation Project Cry No More, die Müttern hilft, die ihre Kinder in Gangkriegen verloren haben.
- Tony Muhammad: Mitglied der Nation of Islam und Gründer der Ganginterventionns-Organisation Peace Makers
- T. Rodgers: Autor zweier Bücher über gangkultur
- Aquil Basheer: Maximum Force Enterprises, Ganginterventionsprogramm
- Aqeela Sherrils: Reverence Project, Ganginterventionsprogramm
- Terry Goudeau, Naji und James Harris: ehemalige Gangmitglieder, heute Berater und Schlichter in ihrer Gemeinde
- Kumasi, Bird und Ron: ehemalige Mitglieder der Slausons, einer Gang zur Zeit der Bürgerrechtsbewegung

Der Dokumentarfilm beleuchtet die Hintergründe des Gangwesens in South Central, einem Stadtteil von Los Angeles, der als Gangrevier bekannt wurde. Dabei handelt der Film vor allem von den Crips und Bloods, deren Gangstreitigkeiten bis heute mehr als 15.000 Opfer gefordert haben.
Zu Beginn wird die Entstehung der ersten schwarzen Straßengangs in Los Angeles beschrieben, die sich selbst eher als Clubs sahen. Diese entstanden nach dem Zweiten Weltkrieg als die verarmte Landbevölkerung, bestehend aus ehemaligen Sklaven, in die Städte zog, um dem amerikanischen Traum zu folgen. Unter der Rassentrennung leidend, schlossen sich die ersten Jugendlichen zusammen. 1965 kam es zu den Ausschreitungen von Watts und dem Schulterschluss mit der Bürgerrechtsbewegung sowie der Gründung der Black Panther Party. Gezeigt werden Original-Fernsehaufnahmen aus jener Zeit.
Ende der 1960er kam es schließlich zur Gründung der Crips und ihrem Konterpart, den Bloods. Die Dokumentation beleuchtet nun den Konflikt und die zahlreichen Opfer, die dieser forderte. Dabei werden jedoch nicht die internen Strukturen oder die Nachzeichnungen des Konflikts vorgestellt, sondern das Augenmerk wird eher auf die gesellschaftlichen Auswirkungen und die gesamtgesellschaftlichen zusammenhänge gelegt. Insbesondere der Zusammenbruch des Arbeitsmarktes im Rahmen der New Economy, die damit einhergehende Perspektivlosigkeit und neue Drogen wie Crack werden als Hauptursachen für den rasch anschwellenden, blutigen Konflikt zwischen den beiden Gangs ausgemacht. Dabei wird auch auf die Unruhen in Los Angeles 1992 eingegangen. Es folgen außerdem Interviews mit Mütter, die ihre Kinder im Gangkrieg verloren haben. Ehemalige Gangmitglieder berichten über ihren früheren Alltag und zeigen Auswege aus dem Kreislauf der Gewalt auf. Verschiedene Angehörige von Wohltätigkeitsorganisationen kommen auch zu Wort.

## Hintergrund
Stacy Peralta stammt aus der US-amerikanischen Surf- und Skaterszene und veröffentlichte unter anderem die Dokumentation Riding Giants. Als Einwohner von Los Angeles hatte er ein besonderes Interesse an der Thematik. Bereits 15 Jahre vor Entstehung des Films bemühte er sich um die Finanzierung und knüpfte Kontakte, insbesondere über die Westcoast-Hip-Hop-Szene um Snoop Dogg und The Game. Er sammelte Material und führte diverse Interviews. 2008 gelang es ihm schließlich, den Film fertigzustellen. Dabei verwendete er, wie schon bei seinen früheren Filmen, eine Mischung aus Interviews, Originalaufnahmen und Fotos.
Seine Premiere hatte der Film am 20. Januar 2008 auf dem Sundance Film Festival. In Deutschland erschien er erstmals am 14. August 2009 als DVD-Premiere. Der Film spielte in den USA 69.562 US-Dollar ein, davon 10.537 am Startwochenende. Nominiert war der Film für den Image Award und einen Emmy als „Bester Dokumentarfilm“.

## Rezeption
Die Dokumentation wurde von der Kritik wohlwollend aufgenommen. Positiv hervorgehoben wurde vor allem die wenig reißerische Aufmachung.

„"Crips and Bloods" bewegt sich fernab von naiver und kommerziell motivierter Glorifizierung von Ganggewalt und bemüht sich vielmehr um eine Nachzeichnung historischer und gesellschaftlicher Ursachen für Ghettoisierung und soziale Mißstände in amerikanischen Problemvierteln. Die Dokumentation nimmt dabei die Perspektive der direkt Betroffenen ein und bemüht sich auch um eine Würdigung von Initiativen, die sich der Bekämpfung dieser sozialen Mißstände verschrieben haben, beschränkt sich also nicht nur auf eine Darstellung der trostlosen Zustände, sondern zeigt auch Lösungsansätze auf und fordert ein gesellschaftliches Umdenken.“